# Jakob Keusen
Jakob Keusen (1966 - 29 de agosto de 1989), apodado Jake, fue un batería alemán. Se hizo conocido por su colaboración con la banda de Düsseldorf Die Profis, en la que tocó entre 1984 y su muerte en 1989, así como por sus actuaciones con Die Toten Hosen.

## Die Toten Hosen
Después de que Trini Trimpop dejara Die Toten Hosen en octubre de 1985, Keusen le sustituyó. Debido a diferencias musicales, desde el principio quedó patente que esta colaboración sería temporal. En enero de 1986 Keusen dejó su puesto a Wolfgang Rohde. En la gira de 1987 actuó varias veces como invitado con los Toten Hosen, tras lesionarse Rohde en el Festival de Roskilde. Keusen tuvo que aprenderse en una noche el repertorio de la banda para reemplazarle. Su trabajo en vivo aparece reflejado en el álbum Bis zum bitteren Ende.

## Fallecimiento
En 1989 Keusen murió apuñalado por un vecino al que le molestaban sus ensayos con la batería en el sótano de su casa.